# Куніт
Куні́т (кат. Cunit, вимова літературною каталанською [ku'nit]) — муніципалітет, розташований в Автономній області Каталонія, в Іспанії. Код муніципалітету за номенклатурою Інституту статистики Каталонії — 430516. Знаходиться у районі (кумарці) Баш-Панадес (коди району — 12 та BP) провінції Таррагона, згідно з новою адміністративною реформою перебуватиме у складі баґарії (округи) Камп-да-Таррагона.

## Населення
Населення міста (у 2007 р.) становить 11.102 особи (з них менше 14 років — 15,6 %, від 15 до 64 — 69,9 %, понад 65 років — 14,5 %). У 2006 р. народжуваність склала 126 осіб, смертність — 100 осіб, зареєстровано 58 шлюбів. У 2001 р. активне населення становило 3.205 осіб, з них безробітних — 339 осіб.
Серед осіб, які проживали на території міста у 2001 р., 3.602 народилися в Каталонії (з них 376 осіб у тому самому районі, або кумарці), 2.299 осіб приїхало з інших областей Іспанії, а 501 особа приїхала з-за кордону.
Вищу освіту має 8,0 % усього населення.
У 2001 р. нараховувалося 2.658 домогосподарств (з них 29,7 % складалися з однієї особи, 32,5 % з двох осіб,17,0 % з 3 осіб, 14,1 % з 4 осіб, 4,6 % з 5 осіб, 1,3 % з 6 осіб, 0,4 % з 7 осіб, 0,2 % з 8 осіб і 0,2 % з 9 і більше осіб).
Активне населення міста у 2001 р. працювало у таких сферах діяльності: у сільському господарстві — 2,6 %, у промисловості — 19,8 %, на будівництві — 12,9 % і у сфері обслуговування — 64,7 %.
У муніципалітеті або у власному районі (кумарці) працює 1.355 осіб, поза районом — 1.967 осіб.

### Доходи населення
У 2002 р. доходи населення розподілялися таким чином :
| \| Доходи населення за статтями доходів \| Доходи населення за статтями доходів \| Доходи населення за статтями доходів \| \| Рік \| 2002 р. \| 2001 р. \| \| ------------------------------------ \| ------------------------------------ \| ------------------------------------ \| \| Заробітна платня \| 57,7 % \| 57,4 % \| \| Доходи від ведення бізнесу \| 30,8 % \| 30,2 % \| \| Соціальна допомога \| 11,5 % \| 12,4 % \| |         |         |
| Доходи населення за статтями доходів |         |         |
| Рік | 2002 р. | 2001 р. |
| Заробітна платня | 57,7 %  | 57,4 %  |
| Доходи від ведення бізнесу | 30,8 %  | 30,2 %  |
| Соціальна допомога | 11,5 %  | 12,4 %  |

### Безробіття
У 2007 р. нараховувалося 480 безробітних (у 2006 р. — 442 безробітних), з них чоловіки становили 39,4 %, а жінки — 60,6 %.

## Економіка
У 1996 р. валовий внутрішній продукт розподілявся по сферах діяльності таким чином :
| \| Валовий внутрішній продукт \| Валовий внутрішній продукт \| Валовий внутрішній продукт \| \| Рік \| 1996 р. \| 1991 р. \| \| -------------------------- \| -------------------------- \| -------------------------- \| \| Сільське господарство \| 0 % \| 0 % \| \| Промисловість \| 7,8 % \| 0 % \| \| Будівництво \| 16,1 % \| 0 % \| \| Послуги \| 76,1 % \| 0 % \| |         |         |
| Валовий внутрішній продукт |         |         |
| Рік | 1996 р. | 1991 р. |
| Сільське господарство | 0 %     | 0 %     |
| Промисловість | 7,8 %   | 0 %     |
| Будівництво | 16,1 %  | 0 %     |
| Послуги | 76,1 %  | 0 %     |

### Підприємства міста

#### Промислові підприємства
| \| Промислові підприємства міста, за сферою діяльності \| Промислові підприємства міста, за сферою діяльності \| Промислові підприємства міста, за сферою діяльності \| \| Рік \| 2002 р. \| 2001 р. \| \| --------------------------------------------------- \| --------------------------------------------------- \| --------------------------------------------------- \| \| Енергетичні та водні ресурси \| 5,6 % \| 5,6 % \| \| Хімія та метали \| 0,0 % \| 0,0 % \| \| Переробка металів \| 33,3 % \| 38,9 % \| \| Продукти харчування \| 22,2 % \| 16,7 % \| \| Текстиль \| 5,6 % \| 11,1 % \| \| Виробництво меблів, видання \| 27,8 % \| 27,8 % \| \| Інше \| 5,6 % \| 0,0 % \| \| Усього підприємств \| 18 \| 18 \| |         |         |
| Промислові підприємства міста, за сферою діяльності |         |         |
| Рік | 2002 р. | 2001 р. |
| Енергетичні та водні ресурси | 5,6 %   | 5,6 %   |
| Хімія та метали | 0,0 %   | 0,0 %   |
| Переробка металів | 33,3 %  | 38,9 %  |
| Продукти харчування | 22,2 %  | 16,7 %  |
| Текстиль | 5,6 %   | 11,1 %  |
| Виробництво меблів, видання | 27,8 %  | 27,8 %  |
| Інше | 5,6 %   | 0,0 %   |
| Усього підприємств | 18      | 18      |

#### Роздрібна торгівля
| \| Підприємства роздрібної торгівлі міста, за сферою діяльності \| Підприємства роздрібної торгівлі міста, за сферою діяльності \| Підприємства роздрібної торгівлі міста, за сферою діяльності \| \| Рік \| 2002 р. \| 2001 р. \| \| ------------------------------------------------------------ \| ------------------------------------------------------------ \| ------------------------------------------------------------ \| \| Продукти харчування \| 35,4 % \| 35,3 % \| \| Одяг та взуття \| 13,4 % \| 14,1 % \| \| Товари для дому \| 14,6 % \| 15,3 % \| \| Книги та періодичні видання \| 3,7 % \| 3,5 % \| \| Промислова хімічна продукція \| 8,5 % \| 7,1 % \| \| Продукція, пов'язана з транспортними засобами \| 1,2 % \| 1,2 % \| \| Інше \| 23,2 % \| 23,5 % \| \| Усього підприємств \| 82 \| 85 \| |         |         |
| Підприємства роздрібної торгівлі міста, за сферою діяльності |         |         |
| Рік | 2002 р. | 2001 р. |
| Продукти харчування | 35,4 %  | 35,3 %  |
| Одяг та взуття | 13,4 %  | 14,1 %  |
| Товари для дому | 14,6 %  | 15,3 %  |
| Книги та періодичні видання | 3,7 %   | 3,5 %   |
| Промислова хімічна продукція | 8,5 %   | 7,1 %   |
| Продукція, пов'язана з транспортними засобами | 1,2 %   | 1,2 %   |
| Інше | 23,2 %  | 23,5 %  |
| Усього підприємств | 82      | 85      |

#### Сфера послуг
| \| Підприємства міста, що працюють у сфері послуг, за діяльністю \| Підприємства міста, що працюють у сфері послуг, за діяльністю \| Підприємства міста, що працюють у сфері послуг, за діяльністю \| \| Рік \| 2002 р. \| 2001 р. \| \| ------------------------------------------------------------- \| ------------------------------------------------------------- \| ------------------------------------------------------------- \| \| Гуртова торгівля \| 5,9 % \| 7,5 % \| \| Готелі та готельний бізнес \| 26,2 % \| 27,4 % \| \| Транспорт та зв'язок \| 16,6 % \| 18,3 % \| \| Посередницькі фінансові послуги \| 2,6 % \| 2,8 % \| \| Послуги підприємствам \| 5,5 % \| 6,3 % \| \| Послуги фізичним особам \| 18,8 % \| 15,9 % \| \| Нерухомість та ін. \| 24,4 % \| 21,8 % \| \| Усього підприємств \| 271 \| 252 \| |         |         |
| Підприємства міста, що працюють у сфері послуг, за діяльністю |         |         |
| Рік | 2002 р. | 2001 р. |
| Гуртова торгівля | 5,9 %   | 7,5 %   |
| Готелі та готельний бізнес | 26,2 %  | 27,4 %  |
| Транспорт та зв'язок | 16,6 %  | 18,3 %  |
| Посередницькі фінансові послуги | 2,6 %   | 2,8 %   |
| Послуги підприємствам | 5,5 %   | 6,3 %   |
| Послуги фізичним особам | 18,8 %  | 15,9 %  |
| Нерухомість та ін. | 24,4 %  | 21,8 %  |
| Усього підприємств | 271     | 252     |

## Житловий фонд
У 2001 р. 9,9 % усіх родин (домогосподарств) мали житло метражем до 59 м2, 37,5 % — від 60 до 89 м2, 27,1 % — від 90 до 119 м2 і
25,4 % — понад 120 м2.

З усіх будівель у 2001 р. 33,0 % було одноповерховими, 48,7 % — двоповерховими, 7,7 % — триповерховими, 8,3 % — чотириповерховими, 1,5 % — п'ятиповерховими, 0,5 % — шестиповерховими, 0,1 % — семиповерховими, 0,2 % — з вісьмома та більше поверхами.

## Автопарк
| \| Автомобілі, зареєстровані у місті, за призначенням \| Автомобілі, зареєстровані у місті, за призначенням \| Автомобілі, зареєстровані у місті, за призначенням \| \| Рік \| 2006 р. \| 2005 р. \| \| -------------------------------------------------- \| -------------------------------------------------- \| -------------------------------------------------- \| \| Приватні автомобілі \| 71,9 % \| 72,8 % \| \| Мотоцикли \| 10,0 % \| 9,3 % \| \| Вантажівки \| 15,6 % \| 15,4 % \| \| Трактори \| 0,4 % \| 0,4 % \| \| Автобуси та ін. \| 2,1 % \| 2,2 % \| \| Усього автомобілів \| 5.832 шт. \| 5.399 шт. \| |           |           |
| Автомобілі, зареєстровані у місті, за призначенням |           |           |
| Рік | 2006 р.   | 2005 р.   |
| Приватні автомобілі | 71,9 %    | 72,8 %    |
| Мотоцикли | 10,0 %    | 9,3 %     |
| Вантажівки | 15,6 %    | 15,4 %    |
| Трактори | 0,4 %     | 0,4 %     |
| Автобуси та ін. | 2,1 %     | 2,2 %     |
| Усього автомобілів | 5.832 шт. | 5.399 шт. |

## Вживання каталанської мови
У 2001 р. каталанську мову у місті розуміли 94,6 % усього населення (у 1996 р. — 94,7 %), вміли говорити нею 66,6 % (у 1996 р. — 67,8 %), вміли читати 66,6 % (у 1996 р. — 68,4 %), вміли писати 39,4 % (у 1996 р. — 40,5 %). Не розуміли каталанської мови 5,4 %.

## Політичні уподобання
У виборах до Парламенту Каталонії у 2006 р. взяло участь 3.382 особи (у 2003 р. — 3.049 осіб). Голоси за політичні сили розподілилися таким чином:
| \| Вибори до Парламенту Каталонії \| Вибори до Парламенту Каталонії \| Вибори до Парламенту Каталонії \| \| Рік \| 2006 р. \| 2003 р. \| \| -------------------------------------- \| ------------------------------ \| ------------------------------ \| \| Конвергенція та Єднання (CiU) \| 26,4 % \| 25,1 % \| \| Соціалістична партія Каталонії (PSC) \| 33,8 % \| 38,9 % \| \| Народна партія (PP) \| 17,6 % \| 18,2 % \| \| Ініціатива за Каталонію — Зелені (ICV) \| 7,5 % \| 6,3 % \| \| Республіканська лівиця Каталонії (ERC) \| 9,8 % \| 10,5 % \| \| Громадяни — Громадянська партія (C's) \| 2,9 % \| 0,0 % \| \| Інші \| 2,1 % \| 1,0 % \| |         |         |
| Вибори до Парламенту Каталонії |         |         |
| Рік | 2006 р. | 2003 р. |
| Конвергенція та Єднання (CiU) | 26,4 %  | 25,1 %  |
| Соціалістична партія Каталонії (PSC) | 33,8 %  | 38,9 %  |
| Народна партія (PP) | 17,6 %  | 18,2 %  |
| Ініціатива за Каталонію — Зелені (ICV) | 7,5 %   | 6,3 %   |
| Республіканська лівиця Каталонії (ERC) | 9,8 %   | 10,5 %  |
| Громадяни — Громадянська партія (C's) | 2,9 %   | 0,0 %   |
| Інші | 2,1 %   | 1,0 %   |

У муніципальних виборах у 2007 р. взяло участь 4.494 особи (у 2003 р. — 3.61 особа). Голоси за політичні сили розподілилися таким чином:
| \| Муніципальні вибори \| Муніципальні вибори \| Муніципальні вибори \| \| Рік \| 2007 р. \| 2003 р. \| \| -------------------------------------- \| ------------------- \| ------------------- \| \| Конвергенція та Єднання (CiU) \| 33,5 % \| 25,6 % \| \| Соціалістична партія Каталонії (PSC) \| 33,5 % \| 37,8 % \| \| Народна партія (PP) \| 12,6 % \| 12,1 % \| \| Ініціатива за Каталонію — Зелені (ICV) \| 7,5 % \| 5,4 % \| \| Республіканська лівиця Каталонії (ERC) \| 7,0 % \| 4,8 % \| \| Громадяни — Громадянська партія (C's) \| 0 % \| 0 % \| \| Інші \| 6,0 % \| 14,4 % \| |         |         |
| Муніципальні вибори |         |         |
| Рік | 2007 р. | 2003 р. |
| Конвергенція та Єднання (CiU) | 33,5 %  | 25,6 %  |
| Соціалістична партія Каталонії (PSC) | 33,5 %  | 37,8 %  |
| Народна партія (PP) | 12,6 %  | 12,1 %  |
| Ініціатива за Каталонію — Зелені (ICV) | 7,5 %   | 5,4 %   |
| Республіканська лівиця Каталонії (ERC) | 7,0 %   | 4,8 %   |
| Громадяни — Громадянська партія (C's) | 0 %     | 0 %     |
| Інші | 6,0 %   | 14,4 %  |